# Skałka (Pogórze Kaczawskie)
Skałka – (niem. Steinberg) wzgórze na zachodnim krańcu Wzniesień Płakowickich na Pogórzu Kaczawskim (332.27), 299 m n.p.m. Wyrasta pomiędzy dolinami Bobru na południowym zachodzie i Widnicy na północy. Leży na terenie prawobrzeżnego osiedla Lwówka Śląskiego – Płakowic. Skałka jest najwyżej położonym punktem w Lwówku Śląskim. Na południowy wschód od Skałki leży wzgórze Piaszczysta. Grzbiet Skałki jest porośnięty lasem mieszanym, poniżej którego rosną łąki. Wzgórze leży na terenie Parku Krajobrazowego Doliny Bobru. Przez Skałkę przechodzi niebieski szlak turystyczny z Lwówka na Zamek Grodziec.

## Geologia
Od strony północno-wschodniej Skałka zbudowana jest z piaskowców pstrych, a od południa i zachodu z górnokredowych margli ilastych, wapieni marglistych i piaskowców. Te ostatnie były eksploatowane w kamieniołomie nad Bobrem, którego wyrobisko służyło potem jako wysypisko śmieci. Na południowym zboczu znajduje się niewielka jaskinia piaskowcowa – Zimna Dziura, będąca pomnikiem przyrody.

## Historia

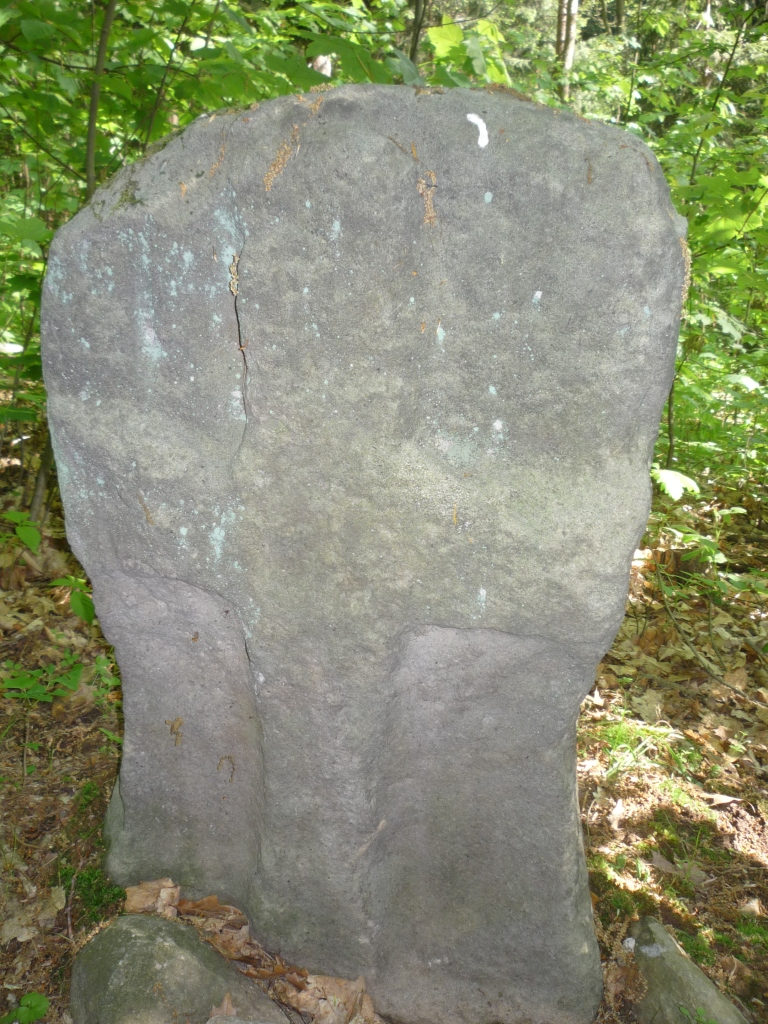
Domniemany niedokończony krzyż pokutny

Na Skałce zachowały się wały kultowe z okresu kultury łużyckiej. Część badaczy uważa je za grodzisko.
U podnóża Skałki, zwłaszcza na jej północno-wschodnim zboczu w XII-XV wieku wydobywano intensywnie złoto. Po tym okresie pozostały ślady dawnych wyrobisk, szybów i płuczek.
Wzgórze odegrało znaczącą rolę w czasie kampanii napoleońskiej. 20.08.1813 r. Skałkę obsadziły pruskie i rosyjskie oddziały Yorcka i Langerona. Prowadziły one ostrzał artyleryjski, utrudniając Francuzom przeprawę przez Bóbr. Następnego dnia dowodzeni przez Macdonalda Francuzi pod ostrzałem sforsowali rzekę i zmuszając oddziały pruskie i rosyjskie do odwrotu, zajęli wzgórze. Ze Skałki wojska francuskie przypuściły atak na Płakowice. 22.08.1813 r. przez Skałkę przeszedł cesarz Napoleon Bonaparte. Wojska francuskie przechodziły tędy ponownie 29.08. po klęsce nad Kaczawą. Na Skałce wzniesiono dla upamiętnienia bitwy nad Bobrem monument, który został zniszczony w latach 90.
Przy niebieskim szlaku, na południowo-zachodnim zboczu Skałki stoi płyta kamienna o wymiarach 53x126x26 cm, na której z obu stron wykuto wypukły krzyż. Według miejscowej tradycji jest to niedokończony krzyż pokutny, związany z morderstwem popełnionym w Dworku.